# قرار مجلس الأمن التابع للأمم المتحدة رقم 2043
قرار مجلس الأمن التابع للأمم المتحدة رقم 2043، المتخذ بالإجماع يوم السبت 21 أبريل 2012. خول المجلس الأمين العام للأمم المتحدة بإرسال 300 مراقب عسكري مبدئيا على أن يكونوا غير مسلحين لمدة 3 أشهر لمراقبة وقف إطلاق النار في سورية والنظر في التزام سائر الأطراف بخطة عنان للسلام.

## القرار
طالب القرار بوضع حد فوري للقتال في سورية وخول الأمين العام للأمم المتحدة إرسال 300 مراقب عسكري غير مسلح لمراقبة الأوضاع عن كثب وطالب سائر الأطراف بالسهر على حماية بعثة المراقبة وتيسير تنقلاتها ودعمها لوجستيا بكل ما يلزمها بالاتفاق مع الحكومة السورية. وطلب من الأمين العام للأمم المتحدة الرفع إلى المجلس بحقيقة الوضع كل 15 يوما.

## موقف المعارضة
رحب المجلس الوطني السوري على لسان المتحدث باسم المجلس الوطني السوري جورج صبرة بقرار مجلس الأمن رقم 2043 والقاضي بإرسال مراقبين عسكريين إلى سورية للتأكد من تنفيذ الخطة الأممية العربية التي تنص على وقف فوري للقتل وسحب آلة قمع النظام من المدن السورية والسماح بالتظاهر السلمي كوسيلة للتعبر والانتقال بسورية من نظام الجور والاستبداد إلى نظام ديمقراطي تعددي مدني حر يتساوى فيه جميع المواطنين السوريين بالحقوق والواجبات
ويؤكد المجلس الوطني السوري التزامه ببنود القرار ويعتبر صدوره بالإجماع ثمرة إضافية من ثمار تضحيات الشعب السوري ويحث المجلس جميع المواطنين السوريين وعناصر الجيش السوري الحر على التعاون مع المراقبين الدوليين والعمل على إنجاح خطة عنان، طالما أنها تؤدي إلى صون حياة السوريين وحقهم بالتظاهر وإسقاط نظام الاستبداد
يدعو المجلس الوطني السوري جميع المواطنين السوريين للتكاتف ورصد وتسجيل والإبلاغ عن جميع المخالفات والانتهاكات التي صدر القرار الدولي لمنع النظام من ارتكابها.